# Antonín Gregor
Antonín Gregor (9. září 1908 Staré Město – 7. září 1986 Praha) byl český a československý politik Komunistické strany Československa, poválečný poslanec Ústavodárného Národního shromáždění a Národního shromáždění ČSR a československý ministr zahraničního obchodu.

## Biografie
Pocházel z rodiny zedníka. V mládí byl členem Dělnické tělovýchovné jednoty, během studií v Brně se začal politicky angažovat v KSČ. Stal se pak členem krajského vedení strany. Po dokončení studií a absolvování prezenční vojenské služby nastoupil jako obvodový soudce. Za druhé světové války byl aktivní v odboji. Po osvobození se stal žalobcem při mimořádném lidovém soudu v Uherském Hradišti. V roce 1946 byl rovněž členem Okresního národního výboru.
V parlamentních volbách v roce 1946 byl zvolen poslancem Ústavodárného Národního shromáždění za KSČ. V parlamentu setrval do konce funkčního období, tedy do voleb do Národního shromáždění roku 1948, v nichž byl zvolen do Národního shromáždění za KSČ ve volebním kraji Zlín. Mandát si podržel až do konce funkčního období, tedy do voleb do Národního shromáždění roku 1954. V druhé vládě Klementa Gottwalda a ve vládě Antonína Zápotockého byl v letech 1948–1952 ministrem zahraničního obchodu.
Zastával i stranické funkce. IX. sjezd KSČ ho zvolil členem Ústředního výboru Komunistické strany Československa. Na funkci rezignoval v prosinci 1952. V lednu 1948 byl členem komise ÚV KSČ pro dopracování pravomocí slovenských orgánů v nové chystané ústavě Československa. Působil také jako velvyslanec Československa v Číně a jako první náměstek ministra zahraničí. Mezi lety 1967 a 1970 zastával úřad velvyslance v Polsku, kde prožil pražské jaro a telegraficky zpravil československou vládu o účasti polských vojsk na invazi, v roce 1970 byl penzionován.